# Соуза Кампос, Вандерсон Масиэл
Ва́ндерсон Масиэ́л Со́уза Ка́мпос (порт.-браз. Wanderson Maciel Sousa Campos; 7 октября 1994, Сан-Луис, Бразилия), известный как Вандерсон или Вамбе́рто — бразильский футболист, полузащитник клуба «Крузейро».

## Биография
Вандерсон родился 7 октября 1994 года в городе Сан-Луис. В 2002 году, в возрасте восьми лет, он присоединился к молодёжной академии нидерландского «Аякса», за который в то время выступал его отец — Вамберто. В 2009 году, вновь следуя за своим отцом, Вандерсон присоединяется к бельгийскому клубу «Беерсхот». Отыграв за молодёжный состав «Беерсхота», 31 октября 2012 года Вандерсон дебютирует в чемпионате Бельгии по футболу в гостевом поединке против «Серкль Брюгге», завершившегося поражением «Беерсхота» со счётом 1:3.
До конца сезона бразилец отыграл в общей сложности шесть матчей, по окончании сезона его команда вылетела во вторую лигу, а спустя некоторое время была объявлена банкротом. 20 июня 2013 года Вандерсон подписал контракт с клубом «Льерс», рассчитанный на два года, после того как показал хорошую игру на просмотре в команду.
Футболист дебютировал за «Льерс» 27 июля 2013 года в домашнем матче против «Зюлте-Варегема», завершившегося поражением хозяев со счётом 1:2. Свой первый гол в профессиональной карьере Вандерсон забил 23 ноября 2013 года, поразив ворота «Серкль Брюгге». В октябре 2014 года футболист привлёк внимание ряда клубов, таких как «Селтик», «Суонси», «Вест Хэм», КПР, «Сандерленд» и «Астон Вилла», однако, официальных предложений о трансфере от клубов не поступило. Всего за два сезона бразилец отыграл за «Льерс» 57 матчей в чемпионате Бельгии и забил 4 гола.
Летом 2015 года, после такого как «Льерс» опустился в низшую лигу, Вандерсон не появился в предварительной заявке клуба на сезон: несмотря на утверждения представителей «Льерса» о действующем контракте, его отец заявлял, что Вандерсон является свободным агентом, после того как получил разрешение от ФИФА. В июле, после судебных разбирательств, бразилец подписывает контракт с испанским «Хетафе».
Несмотря на заявку Вандерсона в резервную команду «Хетафе B», он проводит предсезонную подготовку с основным составом и забивает гол в товарищеском матче против английского клуба «Порт Вейл». Первый матч за «Хетафе» в чемпионате Испании бразилец сыграл 30 августа 2015 года, заменив на поле Эмилиано Буэндию. Матч закончился домашним поражением «Хетафе» от «Гранады» 1:2. В сезоне 2015/16 Вандерсон отыграл 20 матчей за основной состав испанского клуба.
1 июля 2016 года Вандерсон на правах свободного агента заключил трёхлетний контракт с австрийским клубом «Ред Булл Зальцбург». 3 августа 2016 года забил свой первый гол в Лиге чемпионов УЕФА, поразив ворота албанского «Партизани».
26 июня 2017 года Вандерсон стал игроком «Краснодара», заключив с российским клубом 5-летний контракт сроком до лета 2022 года. В марте 2022 года приостановил контракт и перешёл в бразильский «Интернасьонал». В декабре 2022 года «Краснодар» объявил о продаже Вандерсона в «Интернасьонал».

## Личная жизнь
Вандерсон является сыном футболиста Вамберто, известного по выступлениям за «Стандард» и «Аякс». Старший брат Вандерсона, Данило, также является выпускником академии «Аякса», а также имеет бельгийское гражданство. Данило выступал на позиции полузащитника в турецком «Антальяспоре».

## Статистика
| Клуб               | Сезон            | Лига | Лига | Лига             | Кубок | Кубок | Кубок            | Еврокубки | Еврокубки | Еврокубки        | Итого | Итого | Итого            |
| Клуб               | Сезон            | Игры | Голы | Голевые передачи | Игры  | Голы  | Голевые передачи | Игры      | Голы      | Голевые передачи | Игры  | Голы  | Голевые передачи |
| ------------------ | ---------------- | ---- | ---- | ---------------- | ----- | ----- | ---------------- | --------- | --------- | ---------------- | ----- | ----- | ---------------- |
| Беерсхот           | 2012/2013        | 6    | 0    | 1                | 0     | 0     | 0                | -         | -         | -                | 6     | 0     | 1                |
| Беерсхот           | Итого            | 6    | 0    | 1                | 0     | 0     | 0                | 0         | 0         | 0                | 6     | 0     | 1                |
| Льерс              | 2013/2014        | 27   | 2    | 5                | 2     | 0     | 1                | -         | -         | -                | 29    | 2     | 6                |
| Льерс              | 2014/2015        | 30   | 2    | 4                | 2     | 0     | 0                | -         | -         | -                | 32    | 2     | 4                |
| Льерс              | Итого            | 57   | 4    | 9                | 4     | 0     | 1                | 0         | 0         | 0                | 61    | 4     | 10               |
| → Хетафе B         | 2015/2016        | 5    | 2    | 0                | -     | -     | -                | -         | -         | -                | 5     | 2     | 0                |
| → Хетафе B         | Итого            | 5    | 2    | 0                | 0     | 0     | 0                | 0         | 0         | 0                | 5     | 2     | 0                |
| Хетафе             | 2015/2016        | 20   | 0    | 0                | 1     | 0     | 0                | -         | -         | -                | 21    | 0     | 0                |
| Хетафе             | Итого            | 20   | 0    | 0                | 1     | 0     | 0                | 0         | 0         | 0                | 21    | 0     | 0                |
| Ред Булл Зальцбург | 2016/2017        | 20   | 3    | 9                | 3     | 1     | 1                | 5         | 1         | 1                | 28    | 5     | 11               |
| Ред Булл Зальцбург | Итого            | 20   | 3    | 9                | 3     | 1     | 1                | 5         | 1         | 1                | 28    | 5     | 11               |
| Краснодар          | 2017/2018        | 26   | 3    | 1                | 1     | 0     | 0                | 4         | 0         | 2                | 31    | 4     | 3                |
| Краснодар          | 2018/2019        | 30   | 6    | 2                | 2     | 0     | 0                | 10        | 1         | 2                | 42    | 9     | 4                |
| Краснодар          | 2019/2020        | 21   | 3    | 4                | 0     | 0     | 0                | 7         | 0         | 2                | 28    | 3     | 6                |
| Краснодар          | 2020/2021        | 14   | 1    | 4                | 1     | 0     | 0                | 7         | 1         | 0                | 22    | 2     | 4                |
| Краснодар          | Итого            | 91   | 13   | 11               | 4     | 0     | 0                | 28        | 2         | 6                | 123   | 15    | 17               |
| Всего за карьеру   | Всего за карьеру | 199  | 22   | 30               | 12    | 1     | 2                | 33        | 3         | 7                | 244   | 26    | 39               |

### Участие в турнирах
| №  | Турнир         | Матчи | Голы | Ассисты | Предупреждён | Yellow card · Yellow-red card | Red card |
| -- | -------------- | ----- | ---- | ------- | ------------ | ----------------------------- | -------- |
| 1  | Премьер-лига   | 91    | 13   | 14      | 8            | —                             | —        |
| 2  | Лига Жюпилер   | 53    | 2    | 8       | 2            | —                             | 1        |
| 3  | Ла Лига        | 20    | —    | —       | 2            | —                             | —        |
| 4  | Бундеслига     | 20    | 3    | 9       | 5            | —                             | —        |
| 5  | Лига Европы    | 21    | 1    | 4       | 2            | —                             | —        |
| 6  | Лига чемпионов | 12    | 2    | 3       | 1            | —                             | —        |
| 7  | Кубок Бельгии  | 4     | —    | 1       | —            | —                             | —        |
| 8  | Кубок России   | 4     | —    | —       | —            | —                             | —        |
| 9  | Кубок Австрии  | 3     | 1    | 1       | —            | —                             | —        |
| 10 | Кубок Испании  | 1     | —    | —       | —            | —                             | —        |

Итого: сыграно матчей: 229. Забито мячей: 22. «Ассистов»: 20.

## Достижения

### Командные
Ред Булл (Зальцбург)
- Чемпион Австрии: 2016/17
- Обладатель Кубка Австрии: 2016/17

 Краснодар
- Бронзовый призёр чемпионата России: 2018/19,2019/20

### Личные
- В списках 33 лучших футболистов чемпионата России (2): № 1 — 2018/19, 2019/20